# Michael Stang
Michael Stang (* 1978) ist deutscher Wissenschaftsjournalist, bekannt aus der täglichen Radiosendung Forschung aktuell im Deutschlandfunk.

## Leben
Stang studierte Anthropologie, Ethnologie, Paläontologie und Geologie in Mainz. Nach dem Magisterabschluss durchlief er im Rahmen eines Stipendiums der Bertelsmann-Stiftung für Wissenschaftsjournalismus diverse Redaktionen von Printmedien und Radiosendern. Seit 2005 ist er als freier Wissenschaftsjournalist in Köln für die Radiosender von DLF, WDR, BR, SWR, ORF und SRF sowie für Printmedien wie die Frankfurter Allgemeine Sonntagszeitung tätig.
2016 war er „Journalist in Residence“ am Heidelberger Institut für Theoretische Studien (HITS). Nach eigenen Angaben ist er Mitglied des Journalists Network, der Wissenschaftspressekonferenz (WPK), Freischreiber, ver.di und Hostwriter.

## Stipendien und Auszeichnungen
- 2009: Publizistikpreis der GlaxoSmithKline-Foundation
- 2010: Stipendium der Robert Bosch Stiftung zur American Association for the Advancement of Science (AAAS) und zum EuroScience Open Forum (ESOF)
- 2012: Medienpreis der Deutschen Gesellschaft für Geographie (DGfG) für das Radio-Feature „China geht das Wasser aus“[4][5]
- 2014: Medienstipendium zur Duke University, Durham (North Carolina) der RIAS Berlin Kommission